# Vattenhäst

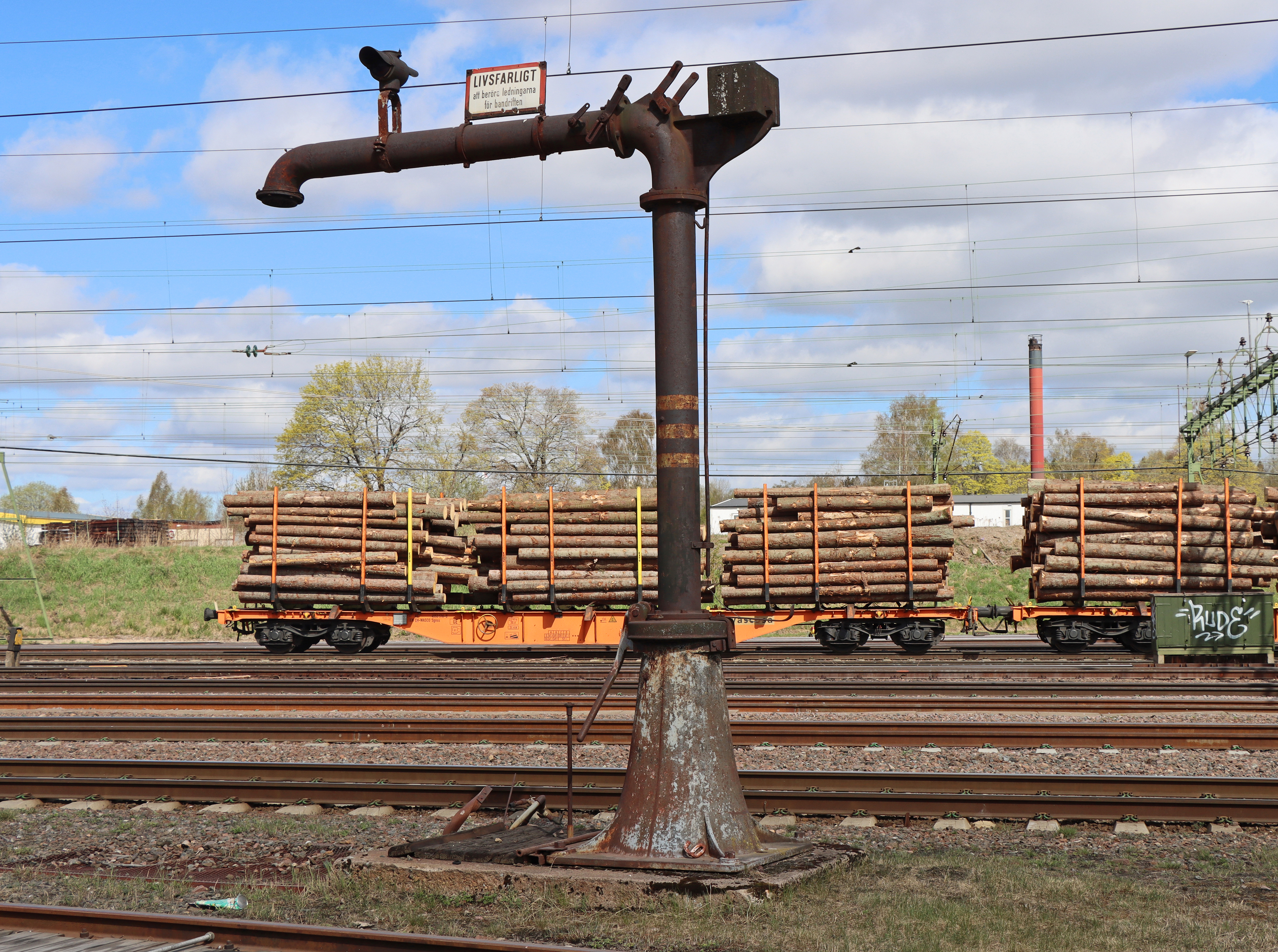
Vattenhäst i Kil.

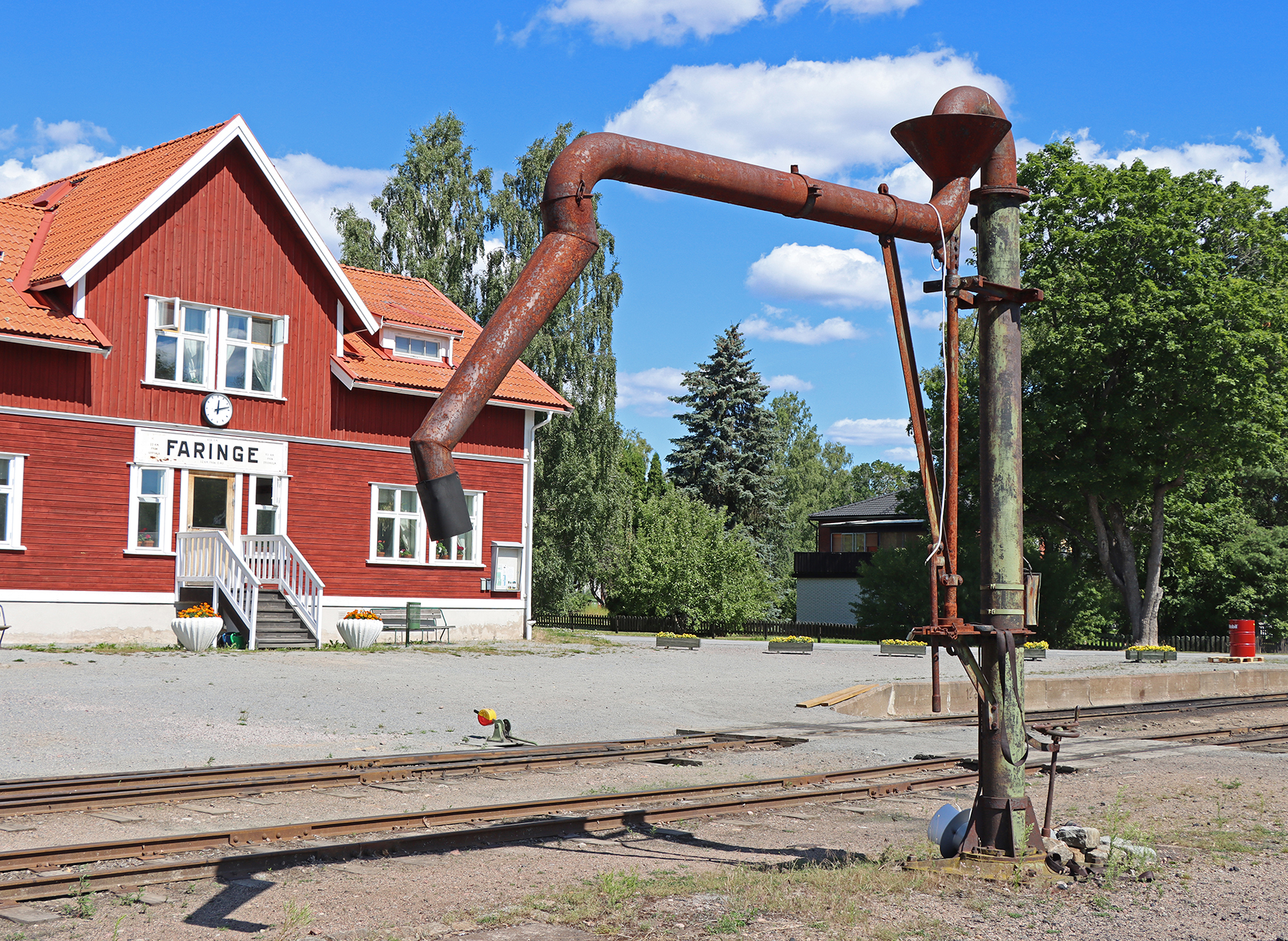
Vattenhäst på Faringe station.

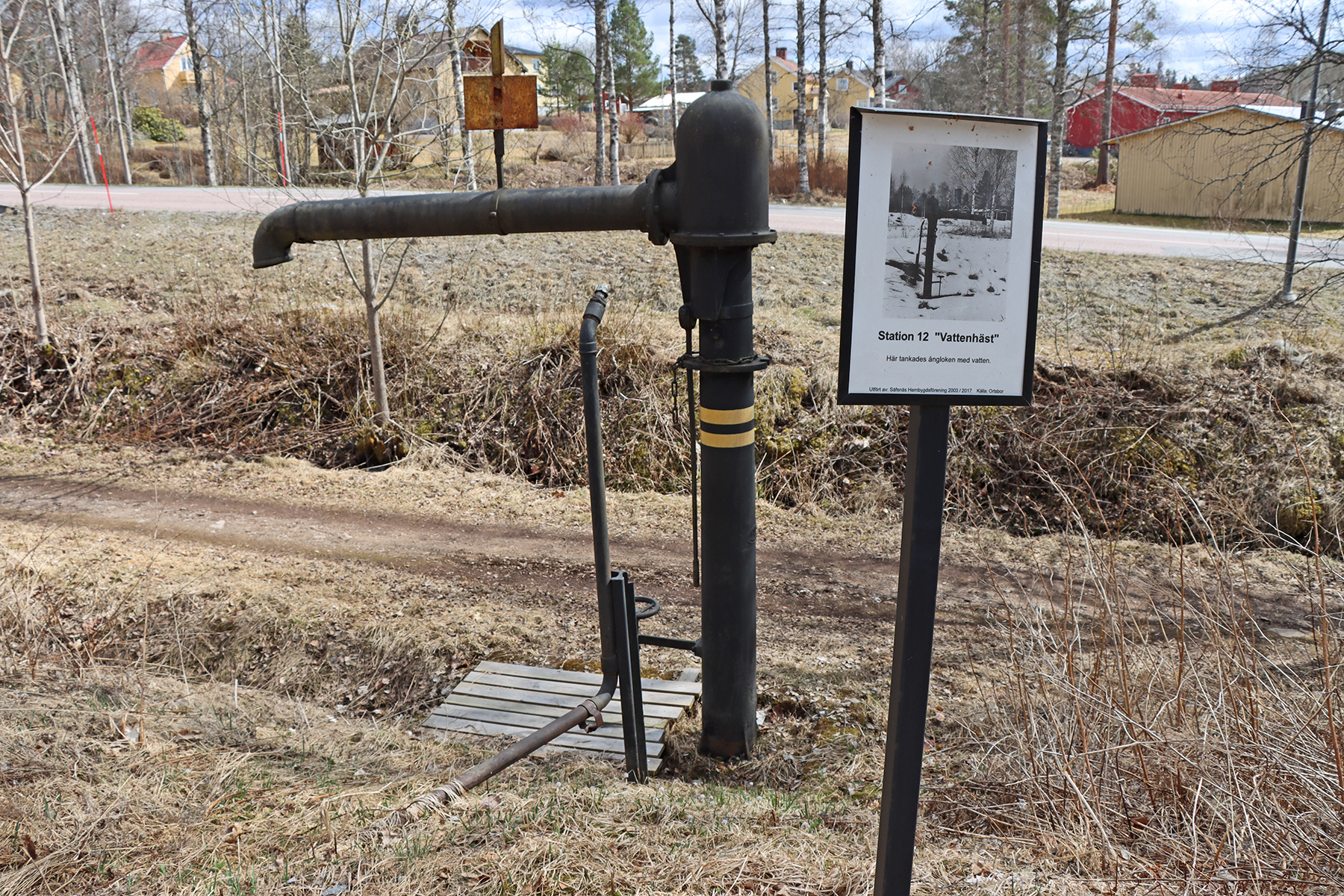
Vattenhäst i Fredriksberg.

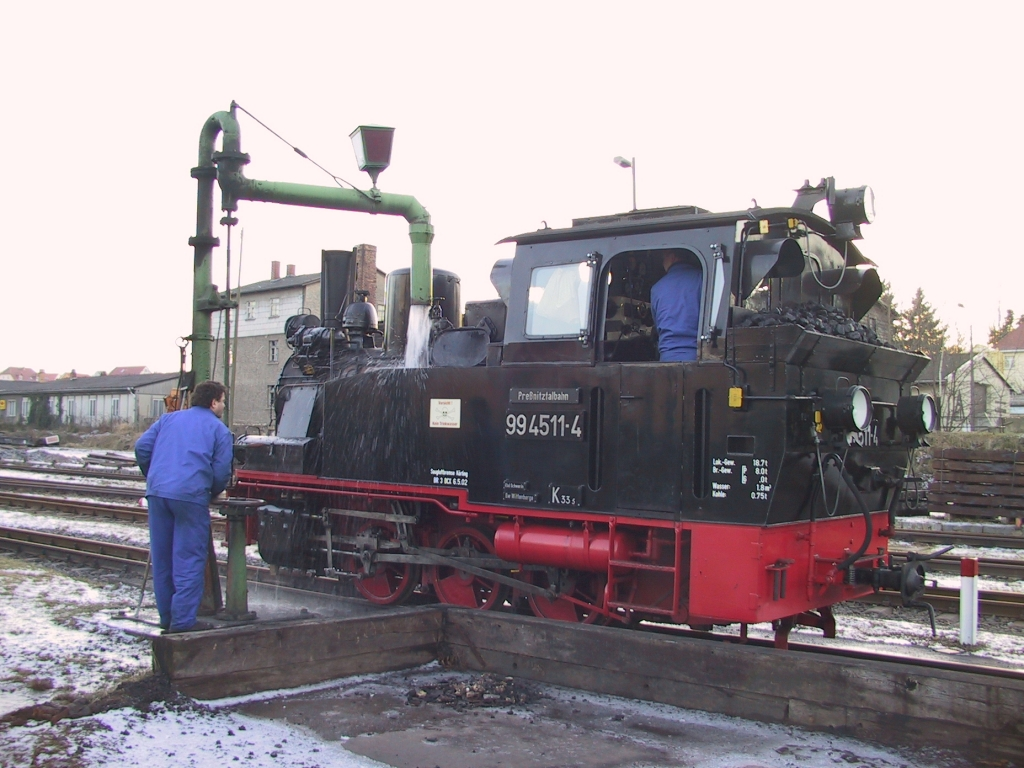
Ånglok under vattentagning i Dippoldiswalde i Tyskland.

Vattenhäst är en vardaglig benämning eller en yrkesjargong för en anordning med vilken man fyller på vatten i ånglok. Det tekniska namnet är vattenkastare eller ibland vattenkran eller vattenpost.

## Bakgrund
Ångloken behövde stora mängder vatten, mer än 1 m3 per mil, beroende på last, lutning på banan, hastighet och acceleration. Därför uppfördes vattenanläggningar vid många järnvägsstationer. Dessa kombinerades ofta med lager av stenkol.
Vattenkastarna är en del i ett system - vattengivningssystem - som kan omfatta vattenkälla, pumpar, cistern för lagring, vattenkastare samt ledningar för distribution och avlopp.
Vattenkällan kunde vara ett naturligt vattendrag eller en brunn varifrån vattnet pumpades eller hade självfall till en cistern, som var en buffert för att kunna fylla loken snabbt. Cisternen placerades högt för att ge självtryck fram till tappstället. Det innebar att cisternen oftast byggdes in i ett torn, vattentorn. Vattenkällan kunde även vara det kommunala nätet på orten om det var tillräckligt. Kvaliteten på vattnet var viktig för att undvika problem i lokets panna. Dåligt vatten kunde till exempel ge så kallad pannsten.

## Konstruktion
Vattenhästen eller vattenkranen var ofta fristående för att kunna stå ute på bangården intill spåren. När vattentornet står nära järnvägsspåren går påfyllningsröret direkt ut över detta från vattentornet eller kan vridas i läge för påfyllning.
Den fristående vattenhästen består av ett vertikalt rör från ett markfundament där en vattenledning under mark från tornet ansluter. På överdelen av röret går ett horisontellt rör ut med en kort vinkel nedåt i änden. På denna hänger ibland en slang för att styra vattentappningen till lokets vattentank.
Vattenhästen måste ofta vridas vinkelrätt från normalläget ut över intilliggande spår på båda sidor om den ska nå loken. På det horisontella röret sitter en lykta som visar rött sken mot spåret när kranröret är utvinklat. När det finns kontaktledning över spåret har kranröret en varningsskylt.
Utformningen i detalj varierar en del beroende på tillverkare etc. I huvudsak består anordningen av en fast underdel och den svängbara överdelen. Båda är av rörform. Tilloppsledningen har en avstängningsventil som nås från marknivå, vid senare modeller även från loket. Upptill sitter en luftklocka eller annan anordning för att utjämna tryckstötar i ledningarna vid snabb avstängning. Det finns även en brunn för avledning av överskottsvatten.
För att förhindra frysning vintertid användes i början en gryta för eldning med kol, men senare övergick man till självlänsande vattenkastare.
Materialet i vattenhästarna är gjutjärn eller stål. Inkommande rör är av grova dimensioner, 150 à 200 mm.

## Kvarvarande vattenhästar
Det finns ganska många vattenhästar som står kvar vid bangårdarna men de flesta har rivits eller tagits ur bruk eller är ur funktion då ledningar tagits bort när behovet inte längre finns. Vid museibanor finns fungerande vattenanläggningar, men när ånglok körs på det vanliga järnvägsnätet kan de fyllas med slang från tankbilar.
På en del ställen har vattenhästarna ställts upp utanför stationen som minnesmärken, ibland tillsammans med andra järnvägsanordningar som är ur drift.
Dessa uppgifter är sammanställda från en tråd i Järnvägshistoriskt Forum 2008-2023, huvudsakligen av inlägg från Conny Sernfalk.